# Реданж-сюр-Аттерт

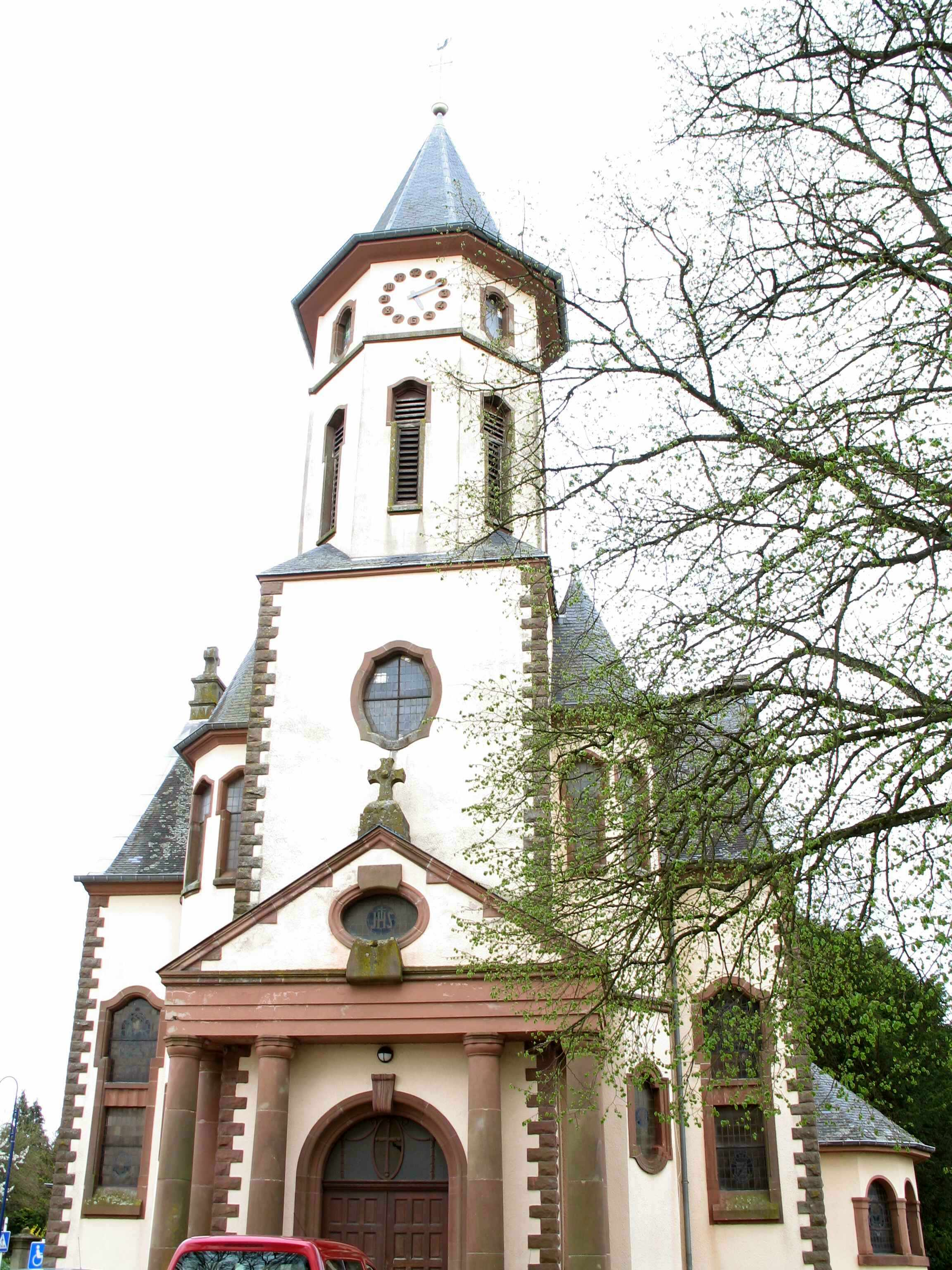
Церковь в Реданже

Реда́нж-сюр-Атте́рт или Реда́нж (люкс. Réiden, фр. Redange-sur-Attert, нем. Redingen) — коммуна в Люксембурге, располагается в округе Дикирх. Коммуна Реданж-сюр-Аттерт является частью кантона Реданж. В коммуне находится одноимённый населённый пункт.

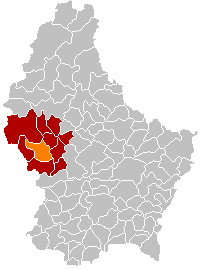
Оранжевый цвет — коммуна Реданж-сюр-Аттерт, красный — кантон Реданж

Население составляет 2444 человек (на 2008 год), в коммуне располагаются 1054 домашних хозяйств. Занимает площадь 31,95 км² (по занимаемой площади 17 место из 116 коммун). Наивысшая точка коммуны над уровнем моря составляет 493 м. (28 место из 116 коммун), наименьшая 253 м. (63 место из 116 коммун).